# Okręg Muret
Okręg Muret (fr. Arrondissement de Muret) – okręg w południowo-zachodniej Francji. Populacja wynosi 155 tysięcy.

## Podział administracyjny
W skład okręgu wchodzą następujące kantony:
- Auterive,
- Carbonne,
- Cazères,
- Cintegabelle,
- Fousseret,
- Montesquieu-Volvestre,
- Muret,
- Portet-sur-Garonne,
- Rieumes,
- Rieux-Volvestre,
- Saint-Lys.